# موریس دسمونه
موریس دسمونه (فرانسوی: Maurice Desaymonnet‎; ۲۴ ژوئن ۱۹۲۱ – ۴ نوامبر ۲۰۱۵) بازیکن بسکتبال اهل فرانسه بود.